# Little Monster
Little Monster is een nummer van het Britse rockduo Royal Blood uit 2015. Het is de vijfde en laatste single van hun titelloze debuutalbum. Ook verscheen het op hun debuut-EP Out of the Black.
"Little Monster" had in thuisland het Verenigd Koninkrijk niet heel veel succes; het haalde daar de 74e positie. In Vlaanderen was het nummer iets succesvoller met een 3e positie in de Tipparade.